# Brenda Merino
Brenda Merino (16 de julio de 1996) es una deportista mexicana que compitió en tiro con arco, en la modalidad de arco compuesto. Ganó una medalla de oro en el Campeonato Mundial de Tiro con Arco en Sala de 2014, en la prueba por equipo.

## Palmarés internacional
| Campeonato Mundial en Sala | Campeonato Mundial en Sala | Campeonato Mundial en Sala | Campeonato Mundial en Sala |
| Año                        | Lugar                      | Medalla                    | Prueba                     |
| -------------------------- | -------------------------- | -------------------------- | -------------------------- |
| 2014                       | Nimes (Francia)            | Medalla de oro             | Equipo                     |